# NGC 5604
NGC 5604 ist eine 12,8 mag helle Spiralgalaxie vom Hubble-Typ Sa im Sternbild Jungfrau auf der Ekliptik. Sie ist schätzungsweise 121 Millionen Lichtjahre von der Milchstraße entfernt und hat einen Durchmesser von etwa 70.000 Lichtjahren. 
Die Supernovae SN 2013aq (Typ-IIP) und PSN J14244257-0312309 (Typ-II) wurden hier beobachtet.
Das Objekt wurde am 15. April 1787 von Wilhelm Herschel mit einem 18,7-Zoll-Spiegelteleskop entdeckt, der sie dabei mit „cF, S, resolvable“ beschrieb.